# Wapen van Ruinerwold

Wapen van Ruinerwold

Het wapen van Ruinerwold bestaat uit een ontwerp van G.A. Bontekoe van de voormalige gemeente Ruinerwold. De beschrijving luidt: 
"Gedeeld : I in sabel 3 goudgeknopte rozen van zilver, geplaatst II en I en een gouden schildhoofd, II in keel een ruit van goud, vergezeld van twaalf zoomsgewijs geplaatste blokjes van zilver Het schild gedekt door een gouden kroon van drie bladeren en twee parels"

## Geschiedenis
De rechterhelft (voor de toeschouwer links) is het wapen van het geslacht Van Ruinen, eerste bezitters van de heerlijkheid Ruinen waar Ruinerwold onderdeel van was. Net als bij het wapen van Ruinen, werd dit geslachtswapen in het gemeentewapen opgenomen. Deze heerlijkheid kende door een huwelijk en overname door de familie Van Munster een apart landrecht. Dat werd bestuurd door een college van "heer en twaalven". In het oorspronkelijke ontwerp werd dit symbolisch weergegeven door twaalf aanstotende ruiten, in vier rijen van drie, met een dertiende ruit aanstotend tegen de middelste ruit van de bovenste drie. De Hoge Raad van Adel plaatste zonder overleg de dertiende ruit in het midden en wijzigde de gewenste twaalf ruiten in blokjes, omdat zij vond dat de "dertiende ruit" (de heer) een prominentere plaats moest hebben. De gouden ruit en het rode veld vormen samen de kleuren van het geslachtswapen Van Munster. Op 2 maart 1940 werd het wapen aan de gemeente verleend bij Koninklijk Besluit. Door de oorlogsdreiging in die tijd was er geen animo hier tegen te protesteren, waardoor Ruinerwold het met een opgedrongen wapen moest doen. In 1998 werd de gemeente opgeheven en deels bij de gemeenten Meppel en De Wolden gevoegd. Er werden geen elementen van Ruinen of Ruinerwold overgenomen in de wapens van deze nieuwe gemeenten.

## Verwant wapen
Onderstaand wapen is historisch verwant aan het wapen van Ruinerwold:

Het wapen van Ruinen